# Melanocorypha
 Melanocorypha es un género de aves paseriformes perteneciente a la familia Alaudidae. Sus miembros se distribuyen por Eurasia.

## Especies
Contiene las siguientes especies:
- Melanocorypha calandra (Linnaeus, 1766) - calandria común;
- Melanocorypha bimaculata (Menetries, 1832) - calandria bimaculada;
- Melanocorypha maxima Blyth, 1867 - calandria tibetana;
- Melanocorypha mongolica (Pallas, 1776) - calandria de Mongolia;
- Melanocorypha leucoptera (Pallas, 1811) - calandria aliblanca;
- Melanocorypha yeltoniensis (J.R. Forster, 1767) - calandria negra.